# Centreville (Maryland)
Centreville település az Amerikai Egyesült Államok Maryland államában, Queen Anne’s megyében, melynek megyeszékhelye is. Lakosainak száma 4727 fő (2020. április 1.).

## Népesség
A település népességének változása:

| 2010 | 4 285 |
| 2020 | 4 727 |